# Союз 25
„Союз 25“ е съветски пилотиран космически кораб.

## Екипажи

### Основен екипаж
- Владимир Ковальонок (1) – командир
- Валерий Рюмин (1) – бординженер

### Дублиращ екипаж
- Юрий Романенко – командир
- Александър Иванченков – бординженер

## Параметри на мисията
- Маса: 6860 kg
- Перигей: 198,5 km
- Апогей: 258,1 km
- Наклон: 51,66°
- Период: 88,66 min

## Описание на полета
Това е кораб № 42 от модификацията Союз 7К-Т. Програмата на полета предвиждала скачване с орбиталната станция Салют-6, изведена на 29 септември 1977 г. в космоса и екипажът да стане нейната първата дълговременна експедиция. Поради разминаване в ориентацията на двата апарата автоматичното скачване е отменено и са направени няколко опита за ръчно. Скачването не се осъществява и заради изразходеното гориво е окончателно отменено. Полетът е решено от Земята да се прекрати, а причината за неуспеха така и остава неизяснена, защото скачващият механизъм изгаря при навлизането на кораба в плътните слоеве на атмосферата.